# Laroque-Timbaut
Laroque-Timbaut ist eine französische Gemeinde mit 1.589 Einwohnern (Stand: 1. Januar 2022) im Département Lot-et-Garonne in der Region Nouvelle-Aquitaine. Die Gemeinde gehört zum Arrondissement Agen und zum Kanton Le Pays de Serres. Die Einwohner werden Roquentins genannt.

## Geografie
Laroque-Timbaut liegt etwa 14 Kilometer nordöstlich von Agen in der Pays de Serres. Die Gemeinde wird von den Bächen Ruisseau de Laroque und Ruisseau de l’Aurandane durchquert, die beide in die Masse d’Agen münden, welche an der Westgrenze verläuft. Umgeben wird Laroque-Timbaut von den Nachbargemeinden Monbalen im Norden und Nordwesten, Cassignas im Norden und Nordosten, Cauzac im Osten, Saint-Robert im Südosten, Sauvagnas im Süden, Bajamont im Südwesten sowie La Croix-Blanche im Westen.

## Bevölkerungsentwicklung
| 1962                       | 1968 | 1975 | 1982 | 1990 | 1999 | 2006 | 2018 |
| -------------------------- | ---- | ---- | ---- | ---- | ---- | ---- | ---- |
| 911                        | 995  | 1023 | 1178 | 1257 | 1326 | 1447 | 1680 |
| Quellen: Cassini und INSEE |      |      |      |      |      |      |      |

## Sehenswürdigkeiten
- Kirche Notre-Dame, Mitte des 19. Jahrhunderts erbaut
- Kirche Saint-Martin in Norpech
- Kirche Saint-Pierre in Orval
- Kirche Saint-Denis in Vitrac
- Kapelle Saint-Germain
- Burg mit Donjon, 1271 erwähnt
- Uhrenturm
- Markthalle
- Museum Gertrude Schoen

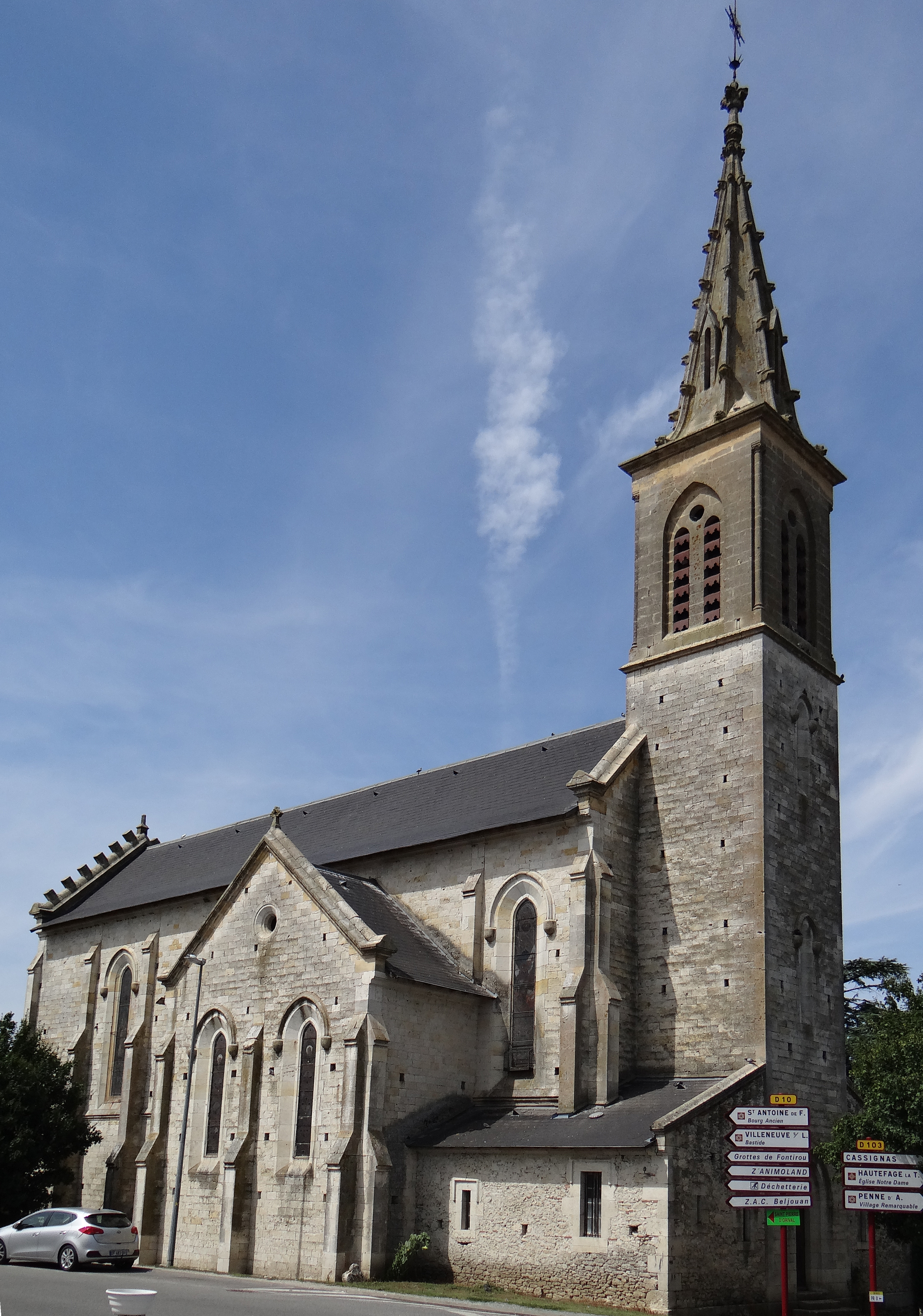
Kirche Notre-Dame
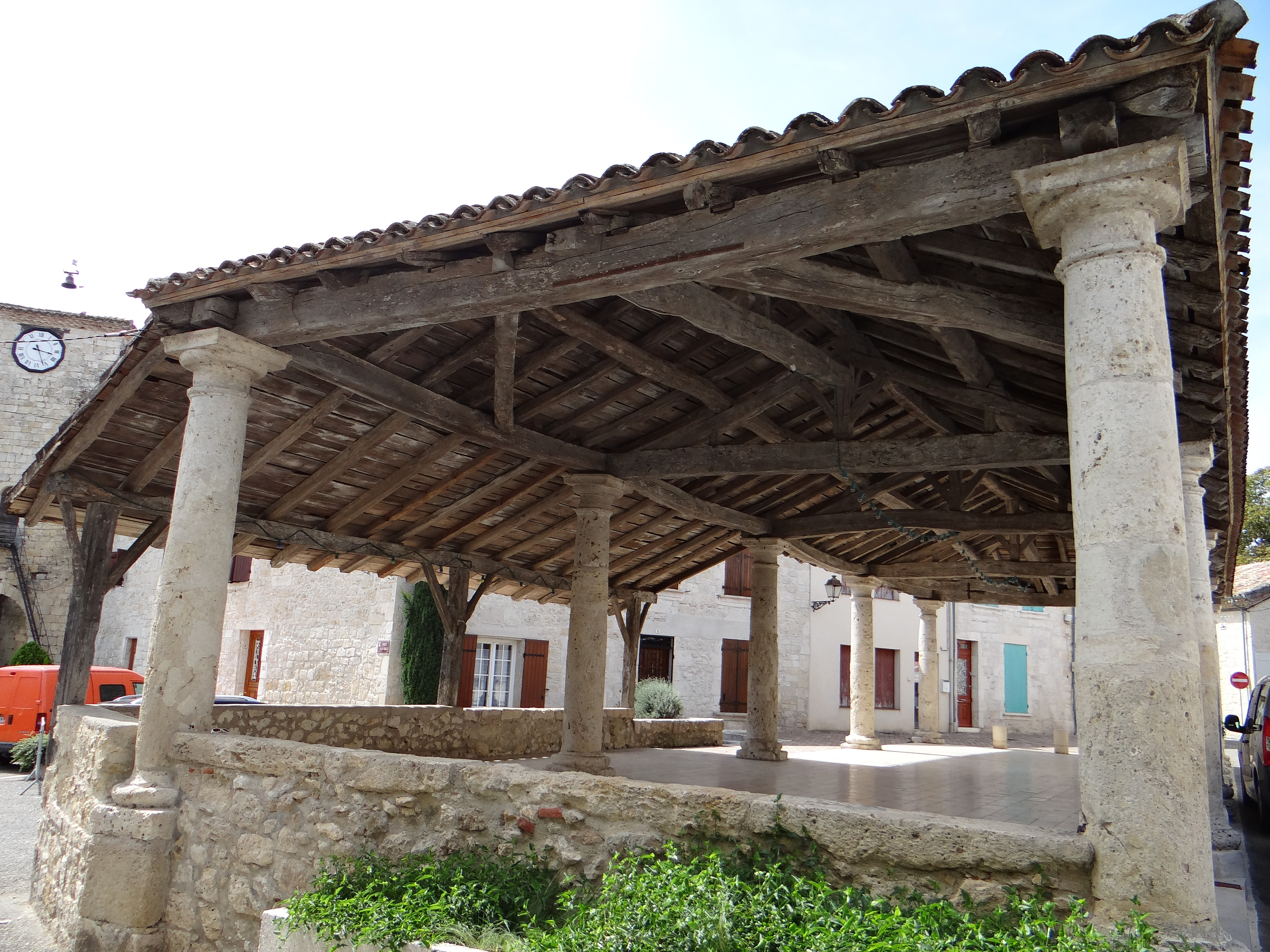
Markthalle
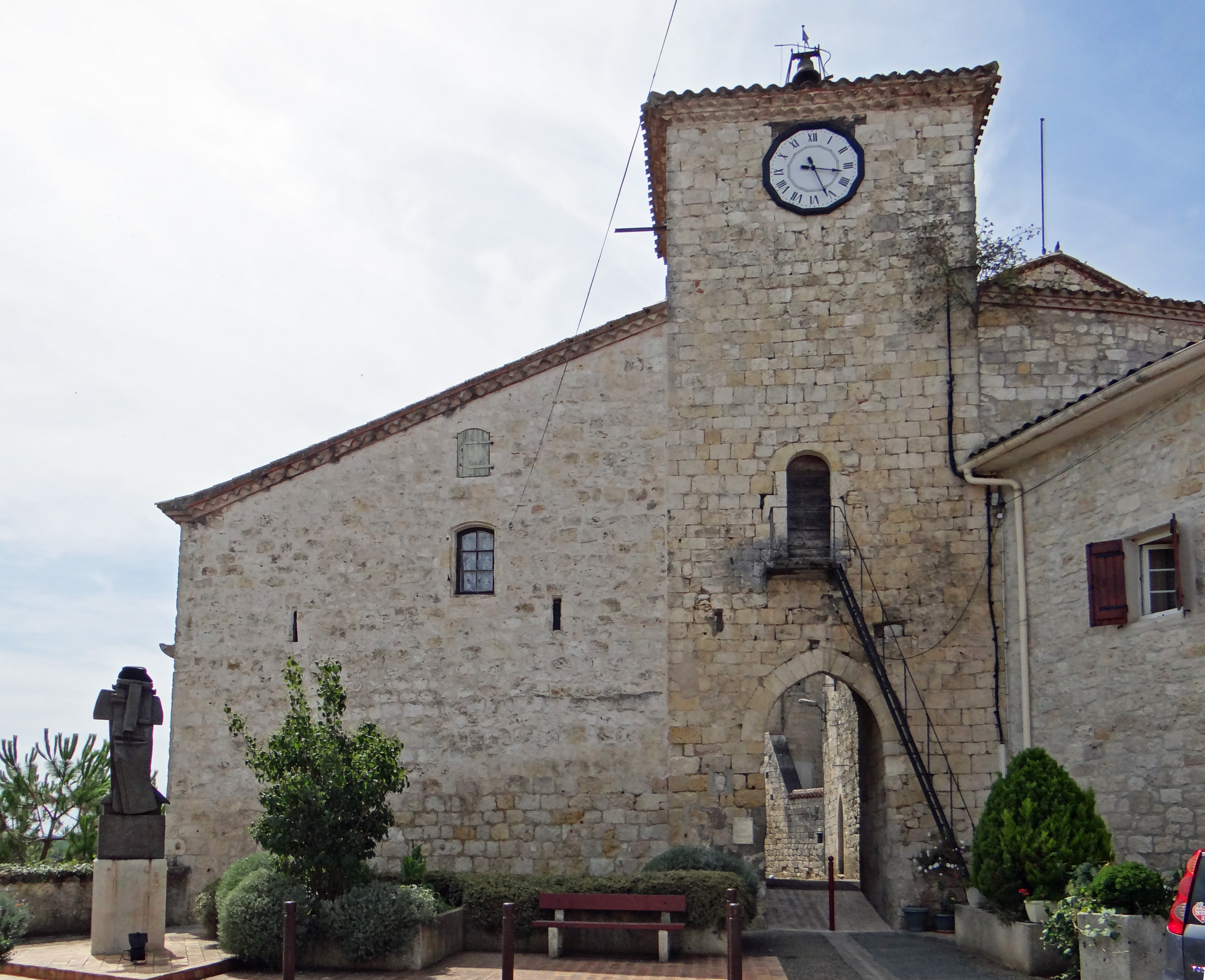
Uhrenturm

## Persönlichkeiten
- Louis Brocq (1856–1928), Dermatologe, Namensgeber der Brocq-Krankheit bzw. der Duhring-Brocq-Krankheit, eine Form von Pemphigus
- Paul Dangla (1882–1904), Radsportler
- William Gayraud-Hirigoyen (1898–1962), Rugby- und Bobsportler